# مدرسة شيراز الأولى للرسم
مدرسة شيراز الأولى هي مدرسة إيرانية في الرسم . استولى المغول على كل إيران باستثناء شيراز حتى استسلامها. وقد أدى ذلك إلى تشكيل حكومة محلية شيرازية في شيراز خلال الحكم المغولي، مما أدى إلى ظهور مدرسة شيراز في التصوير والتي هي أقرب بكثير إلى الزخارف الإيرانية وأسلوب التصوير الإيراني القديم من مدرسة تبريز الأولى للرسم. ومن مؤلفات مدرسة شيراز: شاهنامه طوبقابوسراي (731هـ)، وشاهنامه قوام الدين حسن (741هـ)، ومؤنس الأحرار لمحمد بن بدر (742هـ).
لقد نجت شيراز، عاصمة الدولة الفارسية في العصور التاريخية، من الهجوم المغولي على إيران ودماره. في عهد تيمور، سقطت شيراز في أيدي التيموريين. أصبحت سلالة إنجو (حكام شيراز)، التي حكمت تحت حكم الإيلخانات، مستقلة بعد وفاة أبي سعيد. لقد كانوا من المؤيدين للفن والثقافة الإيرانية، وشجعوا ودعموا الفنانين. وللحفاظ على سلامتهم، لجأ الفنانون إلى شيراز وأسسوا مدرسة شيراز. في لوحات مدرسة شيراز، الموضوع الرئيس هو "الإنسان" وعناصر أخرى تابعة لهذا الدور وتستخدم فقط كديكور وملء الفراغات في الصورة. بالإضافة إلى ذلك، نلاحظ في معظم أعمال هذه المدرسة عناصر أخرى مثل استخدام الجداول ونوع من التلوين المتناغم والمختلط بدقة، واستخدام اللون البنفسجي الوردي والأزرق السماوي والأزرق الفارسي.

## مميزات هذه المدرسة
- أقل تأثر بالفن الصيني بين مدارس الرسم

- العودة إلى الفن الإيراني قبل الإسلام

- خيارات الألوان محدودة
- استخدام مجموعة من الألوان الدافئة، وخاصة اللون الأحمر.
- عدم الاهتمام بالألوان، وفي بعض الأحيان كانت خطوط التصميم واضحة.
- على سبيل المثال، الشجيرة هي رمز لحديقة الزهور، أو الجندي هو رمز للجيش.

## الكتب المصورة
- شاهنامه طوبقابوسراي[الفارسية] (731 هـ)
- شاهنامه قوام الدين حسن[الفارسية] (741هـ)
- مؤنس الأحرار محمد بن بدر الججارمي (742هـ)
- شاهنامة الفردوسي (طبعة المكتبة الوطنية الروسية ، 733 هـ)

## طالع أيضًا
- منمنمة إيرانية
- مدرسة تبريز الأولى للرسم